# As Regras do Método Sociológico

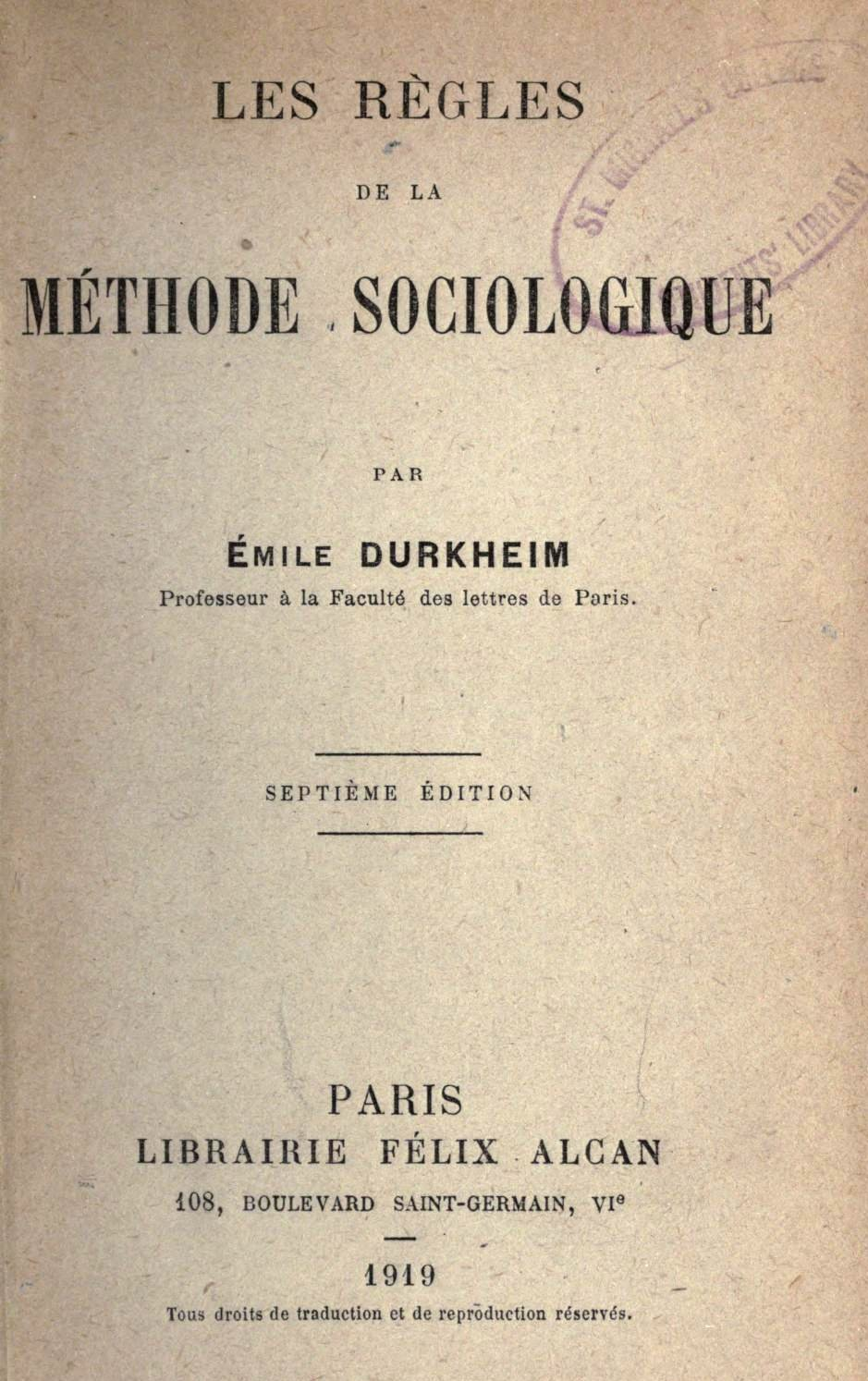
Capa de 1919 de As Regras do Método Sociológico

As Regras do Método Sociológico (em francês:  Les règles de la méthode sociologique), primeiramente publicado em 1895, é um livro de Émile Durkheim. É reconhecido por ser resultado direto do projeto próprio de Durkheim de estabelecer a sociologia como uma nova ciência social. Assim sugere duas teses principais, sem as quais a sociologia não poderia ser uma ciência, tendo como características:
1. Precisa ter um objeto específico de estudo. Diferentemente da filosofia ou da psicologia, o objeto próprio da sociologia é o fato social.
2. Precisa respeitar e aplicar um reconhecimento objetivo, um método científico, trazendo-a para perto, dentro do possível, das outras ciências exatas. Este método deve evitar a todo custo preconceitos e julgamentos subjetivos.

Para Durkheim o indivíduo, de maneira isolada, não pode ser considerado ideal para o estudo da Sociologia,  elemento inadequado para o estudo e a compreensão apropriada do conceito de “fato social”. O que interessa à vertente durkheimiana é o enfoque do indivíduo inserido em uma realidade social objetiva que, encontrando-se acima dele, caracteriza-se por ser grupal e, coletivo.